# Linden Scripting Language
Linden Scripting Language (или LSL) — скриптовый язык программирования, используемый при создании контента резидентами виртуального мира Second Life, созданного компанией Linden Lab. С помощью LSL скриптов можно управлять поведением объектов виртуального мира. LSL позволяет объектам взаимодействовать с миром Second life и интернетом посредством электронной почты, XML-RPC и HTTP запросов.

## Hello, world! на LSL
```
default
{
    state_entry()
    {
      llSay(0,"Hello, world!");
    }
}

```